# Слов'яни в Малій Азії
Слов'янське переселення до Малої Азії почалося 690 року, коли візантійський імператор Юстиніан II переселив до Кілікії близько 30 000 слов'ян із Балкан — для боротьби з Омеядським халіфатом. Більшість цих слов'ян у битві при Себастополісі перейшли на бік арабів. Пізніше вони стали називатися сакалібами.
У 761—764 роках. ще 208 000 слов'ян із Фракії, політичних втікачів від болгарського хана Телеця, було переселено у Віфінію імператором Костянтином V. Причина у цьому, що візантійський імператор підозрював в нелояльності і став набік болгар.
Найвідоміший слов'янин Малої Азії — Фома Слов'янин.
У IX столітті ці слов'яни остаточно інтегрувалися у політичні реалії Малої Азії та Балкан. До того ж, за вказівкою візантійського імператора та зусиллями візантійських просвітителів, Глаголиця була складена на основі грецької писемності в Поліхроні в середині століття.